# Ludvík Vébr
Ludvík Vébr   (Praga, 20 d'abril de 1960) és un remer txec, ja retirat, que va competir sota bandera txecoslovaca durant la dècada de 1970.
El 1976 va prendre part en els Jocs Olímpics d'Estiu de Montreal, on guanyà la medalla de bronze en la prova del dos amb timoner del programa de rem. Formà equip amb els germans Pavel i Oldrich Svojanovsky.
És professor associat  a la Universitat Tècnica de Praga. És expert en enginyeria de carreteres.